# Vejlefjordbrug
De Vejlefjordbrug (Deens: Vejlefjordbroen) is een brug in Vejle in Denemarken. De brug overspant sinds 1 juli 1980 het Vejlefjord. De brug dient als onderdeel van de Østjyske Motorvej, een Deense autosnelweg. 